# Adolf Hasenöhrl
Adolf Hasenöhrl (* 15. Oktober 1911 in Chumo, Österreich-Ungarn; † 9. Februar 1989 in Stuttgart) war ein deutscher Politiker der SPD.

## Leben
Hasenöhrl war der Sohn eines Maurers und sozialdemokratischen Bürgermeisters. Nach dem Besuch der Volks- und Bürgerschule absolvierte er eine kaufmännische Lehre.

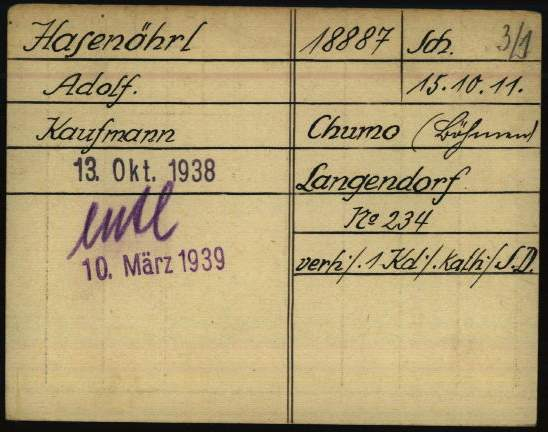
Registrierungskarte von Adolf Hasenöhrl als Gefangener in nationalsozialistischen Konzentrationslager Dachau

1929 wurde er Mitglied der Deutschen Sozialdemokratischen Arbeiterpartei in der Tschechoslowakei. 1938 wurde er in das Konzentrationslager Dachau gebracht, aus dem er ein Jahr später entlassen wurde. Nach dem Krieg kam er als Heimatvertriebener zunächst nach Esslingen am Neckar und  war (als Nachrücker) ab 26. Januar 1950 Mitglied im Kreistag und ab 31. März 1950 auch im Kreisrat des Landkreises Esslingen, bis er Ende 1950 seinen Wohnsitz nach Stuttgart verlegte.
Politisch setzte sich Hasenöhrl für Vertriebene ein und war von 1971 bis 1983 Bundesvorsitzender der Seliger-Gemeinde. 1958 wurde er erster Bundesvorsitzender des wiedergegründeten Deutschen Böhmerwaldbunds; er amtierte bis 1988. Er kandidierte mehrmals für den Bundestag und den Landtag von Baden-Württemberg. Diesem gehörte er von 1964 bis zur Mandatsniederlegung am 1. März 1967 an.

## Auszeichnungen
- 1976: Großes Bundesverdienstkreuz
- 1982: Großes Silbernes Ehrenzeichen für Verdienste um die Republik Österreich[2]
- 1984: Verdienstmedaille des Landes Baden-Württemberg